# Adolfo Jiménez Castro
Gral. Adolfo Jiménez Castro fue un militar mexicano que participó en la Revolución mexicana. Nació en Guadalajara, Jalisco en 1863. Ingresó al Heroico Colegio Militar el 28 de febrero de 1884, de donde egresó como subteniente de infantería en el primer 1.er. Batallón auxiliar en Oaxaca. El 26 de julio de 1886 obtuvo el grado de teniente.
En 1910 estuvo empleado en la prisión militar de Veracruz hasta el 11 de abril de 1911. El 27 de septiembre de 1911 fue ascendido a teniente coronel, causando alta en el 11 batallón. Obrtuvo el grado de coronel el 1 de abril de 1912 y el 19 de mayo tomó Santa María que tenían en su poder los zapatistas; tomó parte en los combates del Desierto de los leones del 11 al 14 de junio contra zapatistas. El 14 de agosto fue dado de baja en la 7.ª zona militar y causó alta en el 11 batallón, siendo su comandante.
El 20 de septiembre se hizo cargo de la 7.ª zona militar con base en Cuernavaca y luego desempeñó una comisión en Veracruz. Fue traído el 25 de octubre a la capital herido luego del combate el 23 de octubre contra los felicistas cuando acompañaba al general Joaquín Beltrán Castañares; permaneció 45 días en el Hospital Militar de México. El 19 de abril de 1913 fue nombrado brigadier y el 22 de abril se le ordenó marchar a Cuernavaca y ponerse a las órdenes del general Juvencio Robles.
El 22 de septiembre tomó el mando interino de la División del Sur hasta el 4 de diciembre de ese mismo año. Fue nombrado gobernador de Morelos (estado) el 2 de octubre de 1913.
Fue jefe del 11 batallón, siendo nombrado el 20 de febrero de 1914 comandante de la División del Sur hasta el 9 de marzo de 1914, siendo sustituido por el general de brigada Agustín Bretón. En abril de ese año fue el encargado de la reparación de las líneas férreas de Zacatecas y Torreón. Murió el 25 de marzo de 1914.